# Barry Paw
Barry Paw (29 de agosto de 1962 - 28 de diciembre de 2017) fue un biólogo birmano-estadounidense. Fue notable por su papel, como genetista, en el descubrimiento de un nuevo gen en humanos que contribuye a la producción de hemoglobina.
Paw trabajó en Estados Unidos como investigador en la Harvard Medical School; como científico, el Dr. Paw dedicó su carrera al estudio de la biología del desarrollo de la diferenciación de los glóbulos rojos, habiendo realizado investigaciones sobre cómo el gen mitoferrina transporta hierro a glóbulos rojos para formar hemoglobina. La hemoglobina transporta oxígeno desde los pulmones hasta el resto del cuerpo, incluidos los tejidos músculos.
La investigación de Paw fue dirigida a revelar cambios en el gen que causa enfermedades humanas, incluida la deficiencia de hierro o que causan una cantidad excesiva de hierro.
El Dr. Paw murió inesperadamente el 28 de diciembre de 2017, a los 55 años.

## Otras lecturas
- 2004. "Barry+Paw"&hl=es-419&sa=X&ved=0ahUKEwjrxJPK8MLeAhWHI5AKHb8YD1MQ6AEINzAC#v=onepage&q="Barry%20Paw"&f=false The Zebrafish: Genetics, Genomics and Informatics, v. 77 de Methods in Cell Biology. Contribuidores h. william Detrich, III, leonard i. Zon, monte Westerfield. 2ª ed. de Elsevier, 630 p. ISBN 0080522513, ISBN 9780080522517

- 1984. albrecht Bindereif. Molecular Genetics of the Aerobactin-mediated Iron Assimilation System. Editor University of California, Berkeley, 256 p.